# Giáo đường Do Thái Kupa

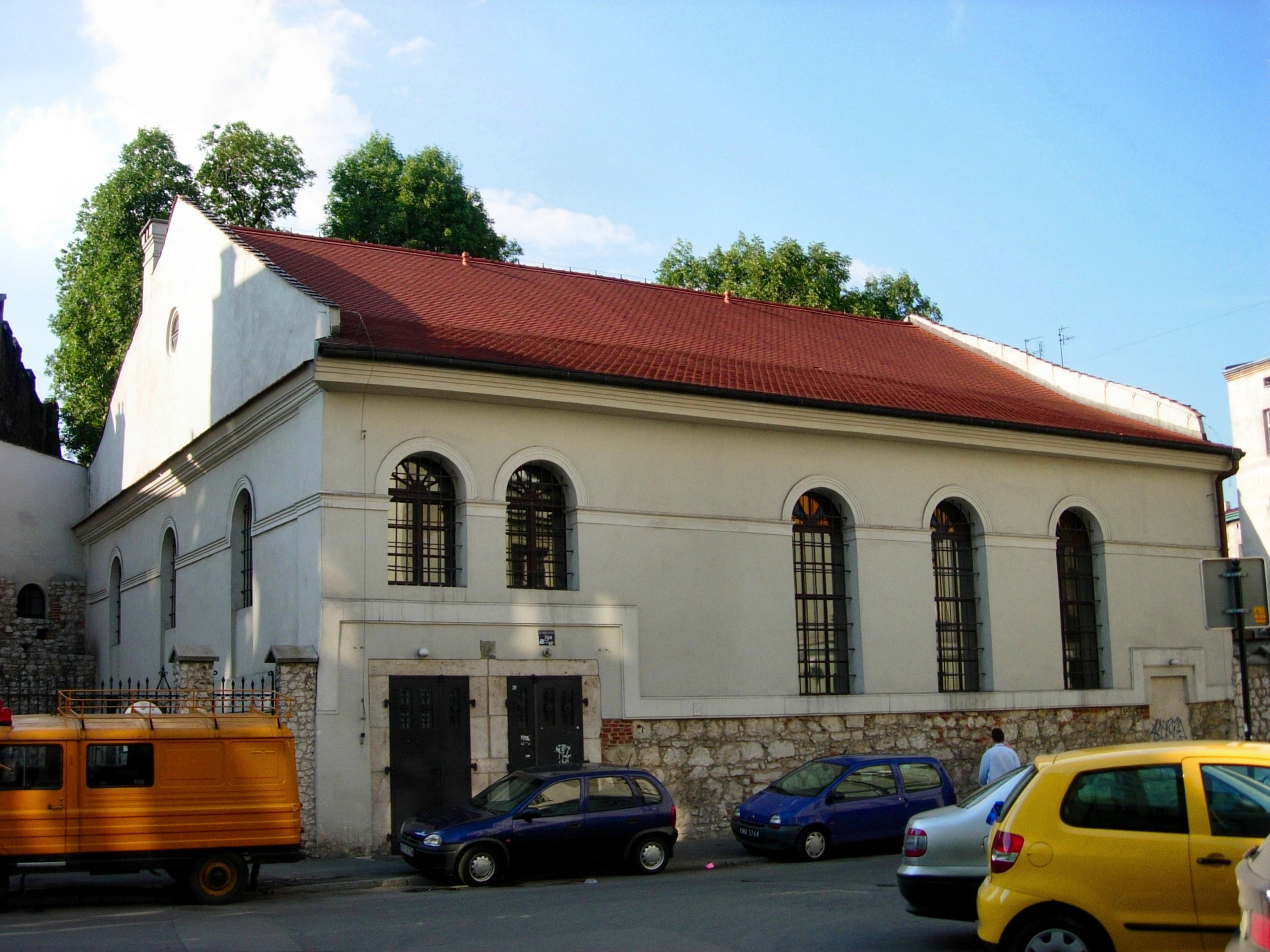
Giáo đường Do Thái Kupa, Krakow

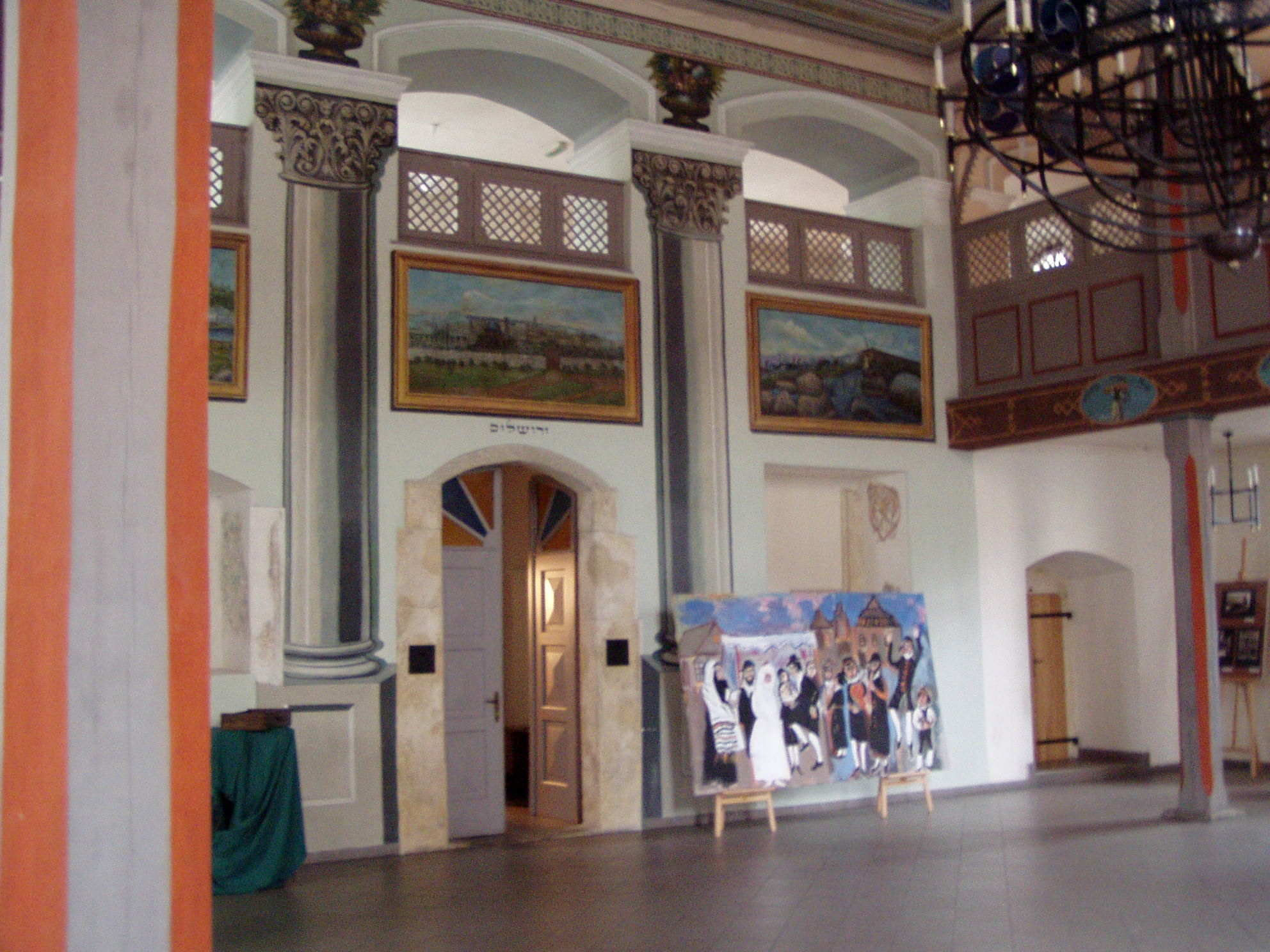
Giáo đường Do Thái Kupa, nội thất

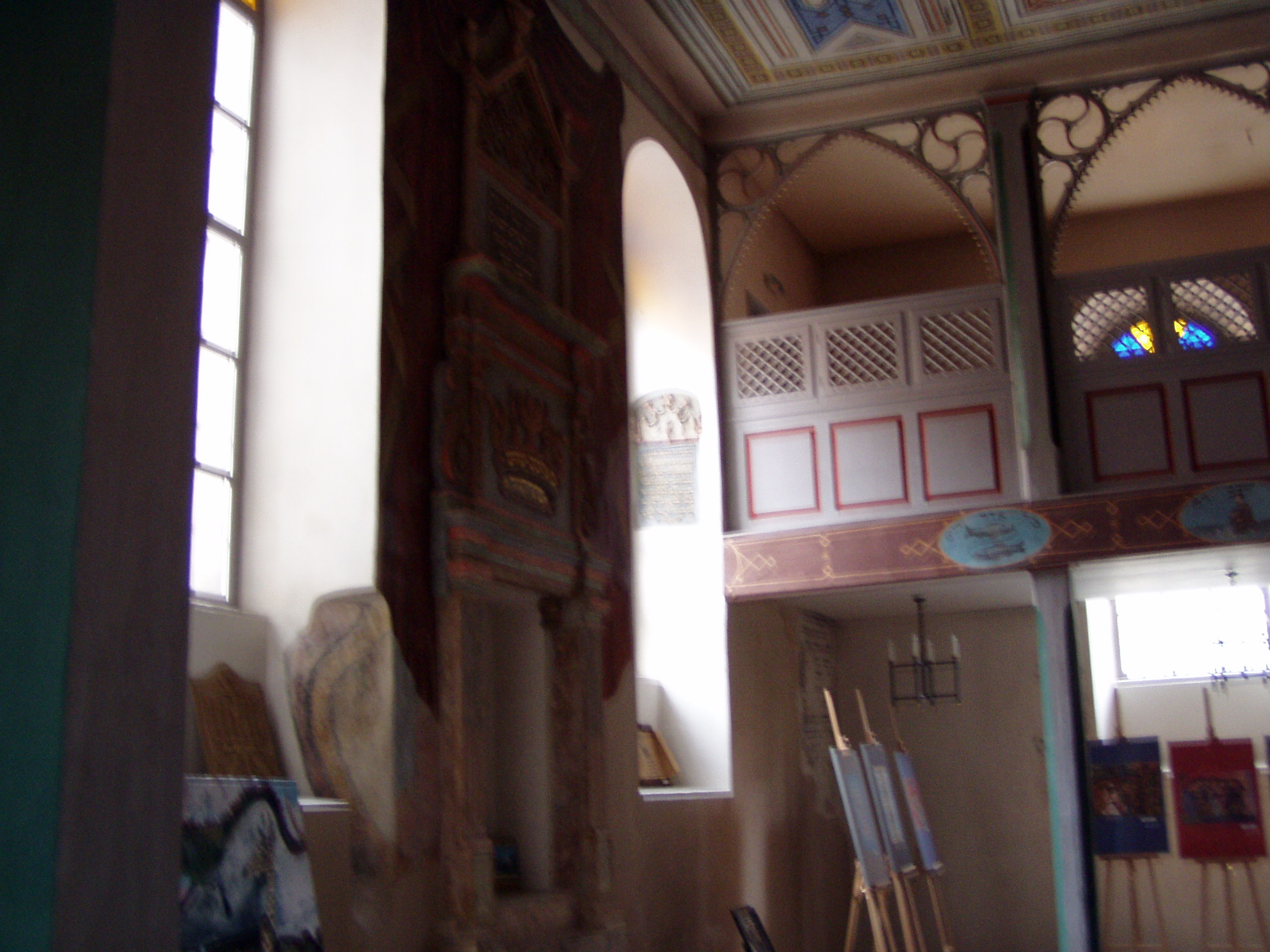
Giáo đường Do Thái Kupa, phòng trưng bày

Giáo đường Do Thái Kupa (tiếng Ba Lan: Synagoga Kupa) là một giáo đường thế kỷ 17 ở Kraków, Ba Lan. Nó nằm trong khu phố Do Thái cũ của Kazimierz được phát triển từ một khu phố được đánh dấu vào năm 1495 bởi Vua Jan I Olbracht cho cộng đồng người Do Thái, đã được chuyển từ Phố cổ vừa chớm thành lập. Giáo đường Do Thái Kupa phục vụ cộng đồng Do Thái của Kraków là một trong những địa điểm cho các nghi lễ tôn giáo và lễ hội văn hóa, đáng chú ý là Lễ hội Văn hóa Do Thái hàng năm ở Kraków.
Giáo đường Do Thái được thành lập năm 1643 bởi kehilla của quận Do Thái Kazimierz (một hình thức tự trị của thành phố), như là một nền tảng của qahal địa phương. Sự đóng góp với 200 zlotys bởi hội thợ kim hoàn của người Do Thái đã giúp đưa công trình hoàn thành thành công. Giáo đường Do Thái được xây dựng theo phong cách baroque với phòng cầu nguyện vuông bên trong. Tòa nhà đã trải qua nhiều lần cải tạo trong suốt nhiều thế kỷ. Vào năm 1830-1834, gian nhà phụ hai tầng được thêm vào sảnh vào và phòng vệ sinh. Năm 1861, cánh phía tây được xây dựng. Vào cuối thế kỷ 19, giáo đường được nối với tòa nhà liền kề. Sau sự tàn phá của Thế chiến II, nó đã được khôi phục một cách tỉ mỉ. Bức tường phía bắc của nó kết nối với tàn dư của bức tường thành phố thời trung cổ Kazimerz trong khi sườn phía nam của nó phải đối mặt với đường Warchauera. Nội thất đầy màu sắc của Giáo đường Do Thái Kupa phục vụ như một phòng triển lãm và là nơi tổ chức các sự kiện âm nhạc.
Giáo đường Do Thái được trang trí phong phú với những bức tranh từ những năm 1920 nổi bật trên tường, trần nhà và trong khu vực dành cho phụ nữ. Các mô tả bao gồm các thánh địa của Hebron, Tiberias và Jerusalem. Ngoài ra còn có những cảnh trong Kinh thánh và minh họa cho những câu trong Thánh vịnh, như bức tranh cho thấy con người đứng bên dòng sông Babylon (Psalms 137:1-3) hoặc nhạc cụ (Psalms 150:3-6). Một bức tranh khác mô tả con thuyền của Nô-ê bao gồm hình của Nô-ê – hình ảnh khá bất thường vì việc sử dụng hình ảnh con người là rất hiếm trong nghệ thuật Do Thái. Các dấu hiệu của Cung Hoàng đạo được vẽ trên phòng trưng bày của phụ nữ. Các nghệ sĩ, mặc dù không xác định, rõ ràng là rất chuyên nghiệp. Ngoài ra còn có tàn dư của các bức tranh trước đó từ thế kỷ 17 đến 18. Các bản vẽ cũ là trang trí, với lá và trái cây xung quanh. Một bản khắc ngũ thư Torah gỗ và vữa, từ đầu thế kỷ 17, tô điểm cho nội thất.